# Ulrich Bettac
Ulrich Bettac (Estetino, 2 de maio de 1897 – Viena, 20 de abril de 1959), nasceu Ulrich Ewald Berthold Bettac, foi um ator e diretor de cinema austríaco nascido na Alemanha (hoje a cidade está localizada na Polônia).

## Filmografia selecionada
- 1921: Begierde
- 1923: Alles für Geld
- 1924: Mutter und Sohn
- 1924: In den Krallen der Schuld
- 1925: Die Beute
- 1955: Drei Männer im Schnee
- 1955: Sissi
- 1956: Sissi – Die junge Kaiserin
- 1956: Ein tolles Hotel
- 1957: Eva küßt nur Direktoren
- 1957: Die Lindenwirtin vom Donaustrand
- 1959: Immer die Mädchen